# Kreis Alvaschein
| Alvaschein           | Alvaschein        |
| -------------------- | ----------------- |
| Alvaschein           |                   |
| Basisdaten           |                   |
| Staat:               | Schweiz           |
| Kanton:              | Graubünden (GR)   |
| Bezirk:              | Albula            |
| Hauptort:            | Tiefencastel      |
| Fläche:              | 146,10 km²        |
| Einwohner:           | 3320 (31.12.2009) |
| Bevölkerungsdichte:  | 23 Einw. pro km²  |
| Aufgehoben am:       | 31. Dezember 2015 |
| Karte                |                   |
| Karte von Alvaschein |                   |

Der Kreis Alvaschein bildete bis zum 31. Dezember 2015 zusammen mit den Kreisen Belfort, Bergün und Surses den Bezirk Albula des Schweizer Kantons Graubünden. Der Sitz des Kreisamtes befand sich in Tiefencastel. Durch die Bündner Gebietsreform wurden die Kreise aufgehoben.

## Gemeinden
Der Kreis setzte sich aus den folgenden drei Gemeinden zusammen:
| Wappen       | Name der Gemeinde | Einwohner (Dez. 2009) | Fläche in km² | BFS-Nr |
| ------------ | ----------------- | --------------------- | ------------- | ------ |
| Albula/Alvra | Albula/Alvra      | 1347                  | 93,63         | 3542   |
| Mutten       | Mutten            | 82                    | 9,96          | 3503   |
| Vaz/Obervaz  | Vaz/Obervaz       | 2588                  | 42,51         | 3506   |

## Bevölkerung und Sprache
Der Kreis Alvaschein hat 3320 Einwohner (Dezember 2009). Einwohnermässig wird der Kreis durch die Gemeinde Vaz/Obervaz mit deren Fraktionen Lenzerheide und Valbella dominiert.
Gemäss Volkszählung 2000 sind 76,7 % der Bevölkerung deutschsprachig und 15,5 % romanischsprachig. Mit Ausnahme von Mutten haben alle Gemeinden rätoromanische Wurzeln. Der Romanischanteil ist heute in den Gemeinden sehr unterschiedlich. Stierva und Mon sind mit 66,4 % bzw. 52,3 % noch überwiegend romanischsprachig. In den anderen Gemeinde überwiegt indes die Deutschsprachigkeit.

## Geografie
Der Kreis Alvaschein erstreckt sich über das vordere Albulatal (romanisch Sotses, deutsch selten Unterhalbstein). Die beiden Dörfer Tiefencastel und Alvaschein liegen im Talkessel. Mon, Stierva und Mutten befinden sich auf den Terrassen am linken Talhang mit Nord-Ost-Lage. Vaz/Obervaz liegt auf dem rechten Talhang und die beiden Fraktionen Lenzerheide und Valbella erstrecken sich über ein Hochplateau nördlich von Vaz/Obervaz.

## Wirtschaft und Tourismus
Von den rund 2'152 Beschäftigten sind 70,2 % im Dienstleistungssektor tätig. 20,4 % arbeiten im produzierenden Gewerbe und lediglich 9,4 % in der Land- und Forstwirtschaft. (Dezember 2005)
Der Kreis Alvaschein ist hauptsächlich vom Tourismus geprägt. Der wohl bekannteste Tourismusort ist Lenzerheide. Mit rund 220'000 Logiernächten pro Jahr gehört die Feriendestination Lenzerheide/Valbella zu den grössten Graubündens.